# SN 2001ez
SN 2001ez – supernowa typu II odkryta 17 października 2001 roku w galaktyce PGC0017642. W momencie odkrycia miała maksymalną jasność 17,80m.